# Bomba logica
In informatica una bomba logica (o logic bomb in inglese) è un tipo di malware. Consiste in una porzione di codice inserito in un programma apparentemente innocuo e che resta latente fino al verificarsi di particolari condizioni che "attivano la bomba", ad esempio in un programma di gestione di un database una bomba logica può attivarsi al raggiungimento di un certo numero di record salvati oppure quando viene cancellato un preciso dato. Una bomba logica, una volta attivata, può svolgere diverse operazioni atte ad arrecare danno, ad esempio modificare o cancellare file, bloccare il sistema o cancellare l'intero contenuto di un disco.
Software dannosi per i computer quali i virus ed i worm ("verme") possono a loro volta contenere delle bombe logiche che eseguono delle operazioni predeterminate in particolari giorni: ad esempio, il virus Jerusalem cancellava i file del sistema infetto se il giorno era un venerdì 13. I trojan che si attivano solo in certe date sono spesso detti bombe a tempo.
Per essere considerata tale, una bomba logica deve essere ignota all'utilizzatore del programma. Altra caratteristica delle bombe logiche è quella di non essere generalmente scritte per essere diffuse come un virus ma sono inserite in determinati programmi: un esempio è la bomba logica inserita da un dipendente di un'azienda in un proprio software che si attiva in caso egli venga licenziato.

## Casi di bombe logiche
- Nel mese di febbraio del 2000 Tony Xiaotong fu accusato di aver inserito una bomba logica nel sistema della ditta per cui lavorava, la Deutsche Morgan Grenfell. La bomba, inserita nel 1996, avrebbe dovuto attivarsi il 20 luglio 2000 ma altri programmatori dell'azienda la scoprirono prima che "esplodesse". Per ripulire il sistema occorsero diversi mesi.[2]
- Il 2 ottobre 2003 Yung-Hsun Lin, noto anche come Andy Lin, cambiò il codice su un server della Medco Health Solutions Inc., dove aveva lavorato come sistemista UNIX, creando una bomba logica che sarebbe dovuta esplodere nel 2004 il giorno del suo compleanno. Lin sbagliò però a programmare il codice della bomba, per cui lo corresse e lo riattivò per "esplodere" nell'anno successivo. Il suo tentativo fallì grazie ad un altro sistemista che scoprì il codice di Lin qualche mese prima dell'"esplosione". Lin fu condannato a 30 mesi di reclusione e al pagamento di una multa.[3][4]
- Nel mese di giugno del 2006 Roger Duronio, un sistemista che aveva lavorato presso UBS, fu accusato di aver usato una bomba logica per danneggiare la rete di computer della compagnia e di aver tentato di far precipitare le azioni della società come conseguenza dei danni causati dalla bomba. L'attacco colpì 2.000 server in 400 sedi della società.[5][6] Duronio fu condannato ad 8 anni ed 1 mese di carcere nonché al pagamento di tutti i danni causati ad UBS (3,1 milioni di dollari).
- Il 29 ottobre 2008 una bomba logica fu scoperta nei sistemi di Fannie Mae. La bomba era stata inserita da Rajendrasinh Babubhai Makwana, un cittadino Indiano che lavorava presso la sede di Urbana, in Maryland. La bomba era stata programmata per attivarsi il 31 gennaio 2009 ed avrebbe potuto colpire tutti i 4.000 server di Fannie Mae. Makwana era stato licenziato il 24 ottobre 2008 ed aveva progettato di inserire la bomba nella rete di computer prima che il suo account fosse cancellato. Makwana fu processato e condannato a 41 mesi di prigione il 17 dicembre 2010.[7][8]
- Nel mese di ottobre del 2009 Douglas Duchak fu licenziato dal suo lavoro come analista presso la Transportation Security Administration del Colorado Springs Operations Center (CSOC). Le telecamere di sorveglianza ripresero Duchak che si introduceva nella struttura dell'azienda per inserire una bomba logica nel server CSOC che conteneva dati provenienti dallo United States Marshals Service. Nel gennaio del 2011 Duchak fu condannato a 2 anni di reclusione ed al pagamento di una multa di 60.587$.[9]
- Il 20 marzo 2013 fu lanciato un attacco informatico contro la Corea del Sud ed una bomba logica colpì i computer cancellando il contenuto dei rispettivi dischi di almeno 3 banche e 2 società di media.[10] Symantec dichiarò che il malware conteneva un componente capace di colpire anche i sistemi Linux.[11]

## Bomba a tempo
Una bomba a tempo (o bomba ad orologeria) è un particolare tipo di bomba logica che si attiva dopo un determinato periodo di tempo o al raggiungimento di una certa data. Una bomba a tempo generalmente disattiva completamente il funzionamento del programma e per questo motivo non è da confondersi con un programma che disabilita solo certe sue funzionalità dopo un certo periodo: in quest'ultimo caso si parla di trialware, e l'utilizzatore sa generalmente di questo limite del programma. Le bombe a tempo sono spesso utilizzate nei software in versione beta nel caso in cui l'autore del programma non vuole che esso venga utilizzato dopo una certa data: un esempio è la versione di test di Windows Vista, che Microsoft aveva programmato affinché terminasse di funzionare il 31 maggio 2007. Microsoft stessa, il 13 maggio 2007, consigliava caldamente, "per evitare la distruzione del lavoro e la perdita di dati", di aggiornare prima di quella data.
Il primo esempio di bomba a tempo si ebbe in Scribe, un linguaggio di markup ed un programma di videoscrittura scritti da Brian Reid. Nel 1979 Reid vendette il software ad una società di distribuzione di Pittsburgh, denominata Unilogic. Questa chiese a Reid di inserire un sistema per disattivare dopo 90 giorni il programma, per evitare che chi lo utilizzava potesse copiarlo e distribuirlo gratuitamente. Gli utenti che intendevano utilizzarlo dovevano acquistare un codice per disattivare la bomba a tempo contenuta in Scribe.